# Charles Waldstein
Sir Charles Waldstein (ur. 30 marca 1856 w Nowym Jorku, zm. 21 marca 1927 w Neapolu) – amerykański archeolog, także olimpijczyk.

## Życiorys
Ukończył studia na Uniwersytecie Columbia uzyskując stopień A.M. w 1873, następnie doktorat na Uniwersytecie w Heidelbergu w 1875 oraz stopnie M.A. w 1882 i Litt.D. w 1888 na University of Cambridge (King’s College. Następnie wykładał w Cambridge, a od 1883 do 1889 był dyrektorem Fitzwilliam Museum. Od 1893 był dyrektorem, a potem profesorem American School of Classical Studies w Atenach, a od 1895 profesorem w Cambridge.
Wziął udział w Letnich Igrzyskach Olimpijskich 1896 w wieku 40 lat. Wystartował w konkurencji strzelania z karabinu wojskowego na odległość 200 metrów (jego wyniki nie są znane).
W 1912 otrzymał tytuł kawalera (sir).
W 1918 zmienił nazwisko na Walston. Zmarł podczas podróży do Włoch.